# Lízina rivalka
Lízina rivalka (v anglickém originále Lisa's Rival) je 2. díl 6. řady (celkem 105.) amerického animovaného seriálu Simpsonovi. Scénář napsal Mike Scully a díl režíroval Mark Kirkland. V USA měl premiéru dne 11. září 1994 na stanici Fox Broadcasting Company a v Česku byl poprvé vysílán 10. prosince 1995 na stanici ČT1.

## Děj
Líza má pocit, že její postavení nejlepší žákyně ve třídě je ohroženo, když na Springfieldskou základní školu přijde nová a mimořádně inteligentní žákyně Allison. Líza se s ní snaží spřátelit, protože mají mnoho společných rysů, ale brzy vidí, že Allison ji svým nadáním daleko převyšuje, a začne o sobě pochybovat. Na konkurzu do kapely obě dívky uspořádají souboj na saxofon, který skončí Líziným omdlením z přemáhání. Allison konkurz vyhraje, což Lízu velmi vyděsí. 
Dokonce i děti, které se Líze posmívaly, že je chytrá, se začnou posmívat Allison. Líza se chce s Allison lépe spřátelit, navštíví ji doma, ale je zděšena jejím obrovským počtem ocenění. Hraje s Allison a jejím otcem slovní hru, díky níž si připadá hloupá. Jejich rivalita vyvrcholí během každoroční dioramatické soutěže Springfieldské základní školy. Allison postaví scénu z knihy Edgara Allana Poea Zrádné srdce. Líza vynaloží velké úsilí, aby postavila lepší diorámu – scénu z Olivera Twista –, ale elektrický ventilátor ji z okna ložnice odfoukne a zničí. 
Bart se nabídne, že Líze pomůže sabotovat Allisoninu práci, aby mohla vyhrát soutěž. Odvede pozornost učitelů a ostatních studentů, aby Líza mohla vyměnit Allisonino dioráma za dioráma s kravským srdcem. Když ředitel Skinner objeví diorámu s kravským srdcem, poníží Allison před studenty a učitelským sborem. Líza, přemožená pocitem viny, vezme Allisonino skutečné dioráma ukryté pod podlahou. Skinner, na kterého neudělaly Allisoniny i Líziny práce žádný dojem, však vyhlásí za vítěze Ralphovu sbírku figurek z Hvězdných válek. Líza se omluví Allison za sabotáž soutěže. Stávají se z nich kamarádky, které se ujmou Ralpha poté, co omylem zakopne a rozbije své figurky. 
V podzápletce Homer ukradne stovky kilogramů cukru, které najde na místě nehody náklaďáku Hanse Krtkovice. Homer vymyslí plán, jak zbohatnout podomním prodejem cukru. Cukr má nashromážděný na zahradě, kde ho obsedantně střeží před zloději. Marge to začne rozčilovat a řekne mu, aby se hromady cukru okamžitě zbavil, a poukáže na to, že ji nemůže pořád bránit. On to odmítne a obviní ji, že se snaží sabotovat jeho šance na zbohatnutí. Marge řekne, že Homer se musí hromady cukru vzdát, protože to ovlivňuje nejen jeho spánek, ale i jejich manželství. Cukr brzy přiláká včely z místního včelařství. Včelaři vystopují roj na Homerově dvoře a nabídnou mu, že včely odkoupí za 2000 dolarů. Než je transakce dokončena, změní se počasí a začne pršet, a tak se cukr rozpustí. Včely odletí a Homer zůstane bez peněz i bez cukru.

## Produkce
Tvorba epizody byla narušena zemětřesením v Northridge v roce 1994, které postihlo i předchozí díl Bart temnoty. Budova Film Roman, kterou štáb používal, byla natolik poškozena, že musela být zničena. Na rok se tvůrci přestěhovali do nové budovy a většinu animací pro tuto epizodu dělali lidé u sebe doma. Den po zemětřesení se do práce dostavili pouze Bill Oakley a Josh Weinstein. Celkově byla produkce Simpsonových přerušena na šest měsíců, přičemž byl ztracen měsíc produkčního času.
Ačkoli scénář epizody napsal Mike Scully, původní koncept epizody navrhl Conan O'Brien ještě před svým odchodem ze seriálu. O'Brien navrhl, aby epizoda byla o soupeři Lízy, ale zbytek děje epizody napsal Scully a další členové štábu. Byla to první epizoda, kterou Scully pro seriál napsal, a později se stal showrunnerem. V roli Allison Taylorové hostovala Winona Ryderová. Byla fanynkou seriálu a mezi štábem byla oblíbená. David Mirkin vzpomínal, že na její natáčení přišlo více scenáristů než na kterékoli jiné. Jméno její postavy bylo odvozeno od jmen dvou Scullyho dcer, Allison a Taylor. Podzápletku navrhl George Meyer. Homerovu horu cukru navrhl Meyer a animoval ji David Silverman, který výslovně požádal o animaci této scény poté, co si poslechl výkon Dana Castellanety.

## Kulturní odkazy
Marge je viděna, jak čte knihu Láska v éře kurdějí, což je odkaz na román Láska za časů cholery. Milhouseův dílčí příběh je odkazem na film Uprchlík z roku 1993. Film je parodován hlavně ve scéně, kdy Milhouse na konci výpusti přehrady skočí do vodopádu, když na něj míří agent FBI připomínající Tommyho Lee Jonese, jenž použije slavnou hlášku z filmu „Je mi to jedno.“. Homerův proslov „V Americe“ při hlídání hromady cukru je přímým odkazem na jednu z hlášek Tonyho Montany ve filmu Zjizvená tvář a jeho věta „Ou, jaký je svět!“, když se cukr rozpustí, je stejná věta, kterou použila Zlá čarodějnice ze Západu v Čaroději ze země Oz, když se rozplynula. Ralphova soutěžní dioráma je jen originálními figurkami z Hvězdných válek: jeho sbírka obsahuje Luka Skywalkera, Obi-Wana Kenobiho a Žvejkala. Lízino schování diorámy pod prkna v tělocvičně je parodií na povídku Edgara Allana Poea Zrádné srdce. Včelaři, které namluvil Hank Azaria, jsou založeni na ztvárnění Batmana Adamem Westem. V představách Lízy hraje v kapele, v níž jí sekundují slavní hudebníci Art Garfunkel, John Oates a Jim Messina.

## Přijetí

### Kritika
V článku z roku 2008 označil časopis Entertainment Weekly roli Winony Ryderové jako Allison Taylorové za jednu ze šestnácti nejlepších hostujících hvězd Simpsonových. IGN ji zařadil na šesté místo svého seznamu 25 nejlepších hostujících hvězd Simpsonových. Vyzdviženy byly také Ralphovy „klasické“ hlášky.
Warren Martyn a Adrian Wood, autoři knihy I Can't Believe It's a Bigger and Better Updated Unofficial Simpsons Guide, uvedli: „Přestože se jedná o díl o Líze, je to chudák Ralph Wiggum, kdo si ukradne show třemi skvělými nepodstatnými replikami, zejména těmi, které se týkají jeho dechu.“. Vyzdvihli také „skvělé scény mezi sourozenci Simpsonovými, zejména Bartův nápad dobýt Allison pomocí hadice“.

### Sledovanost
V původním americkém vysílání skončil díl v týdenní sledovanosti v týdnu od 5. do 11. září 1994 na 23. místě s ratingem 9,9 podle agentury Nielsen. Byl to druhý nejlépe hodnocený pořad na stanici Fox Network v tomto týdnu.